# Horodîșce, Koreț
Horodîșce (în ucraineană Городище) este un sat în comuna Samostrilî din raionul Koreț, regiunea Rivne, Ucraina.

## Demografie
Componența lingvistică a localității Horodîșce
     Ucraineană (98,74%)
     Rusă (1,26%)
Conform recensământului din 2001, majoritatea populației localității Horodîșce era vorbitoare de ucraineană (98,74%), existând în minoritate și vorbitori de rusă (1,26%).